# Parque Grove, Sutton

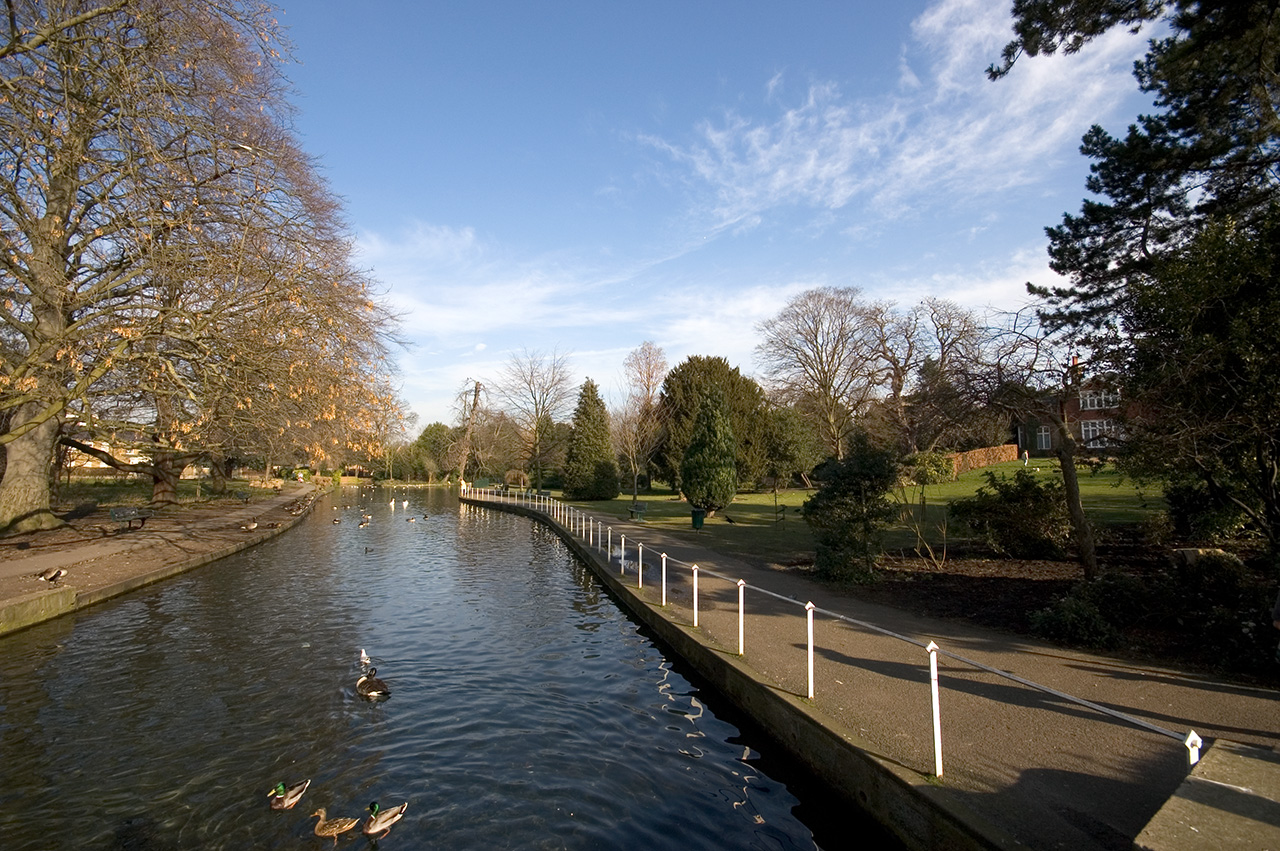
Grove Park, Carshalton. Vista para o norte da ponte de pedra de Portland, mostrando o rio Wandle passando por um canal artificial. A casa Grove pode ser vista à direita.

The Grove Park, ou The Grove (em pt: Parque Grove), é um parque aberto em Carshalton, no bairro londrino de Sutton. Está situado perto de Carshalton Village, na área aproximadamente delimitada pela High Street, North Street e Mill Lane. O canto sudoeste do parque faz fronteira com um dos lagos de Carshalton (Lower Pond), de onde a água flui através do parque como o rio Wandle.

## História
O terreno do parque fazia parte, na época medieval, da mansão de Stone Court, que na época consistia principalmente de prados. A mansão situava-se na esquina da North Street com a Mill Lane. A casa Tudor original foi reconstruída por volta de 1710; recentemente (2005), houve uma investigação arqueológica nas ruínas desta construção. No início do século XIX, uma nova casa chamada The Grove foi construída do outro lado do rio, em terreno mais alto, e é a casa grande vista hoje. As dependências restantes de Stone Court foram convertidas no que hoje são os escritórios do departamento de educação. O Grove, que inclui os jardins ornamentais, foi adquirido pelo Conselho Urbano do Distrito de Carshalton em 1924 e o parque foi inaugurado vários anos mais tarde.

## Características de interesse

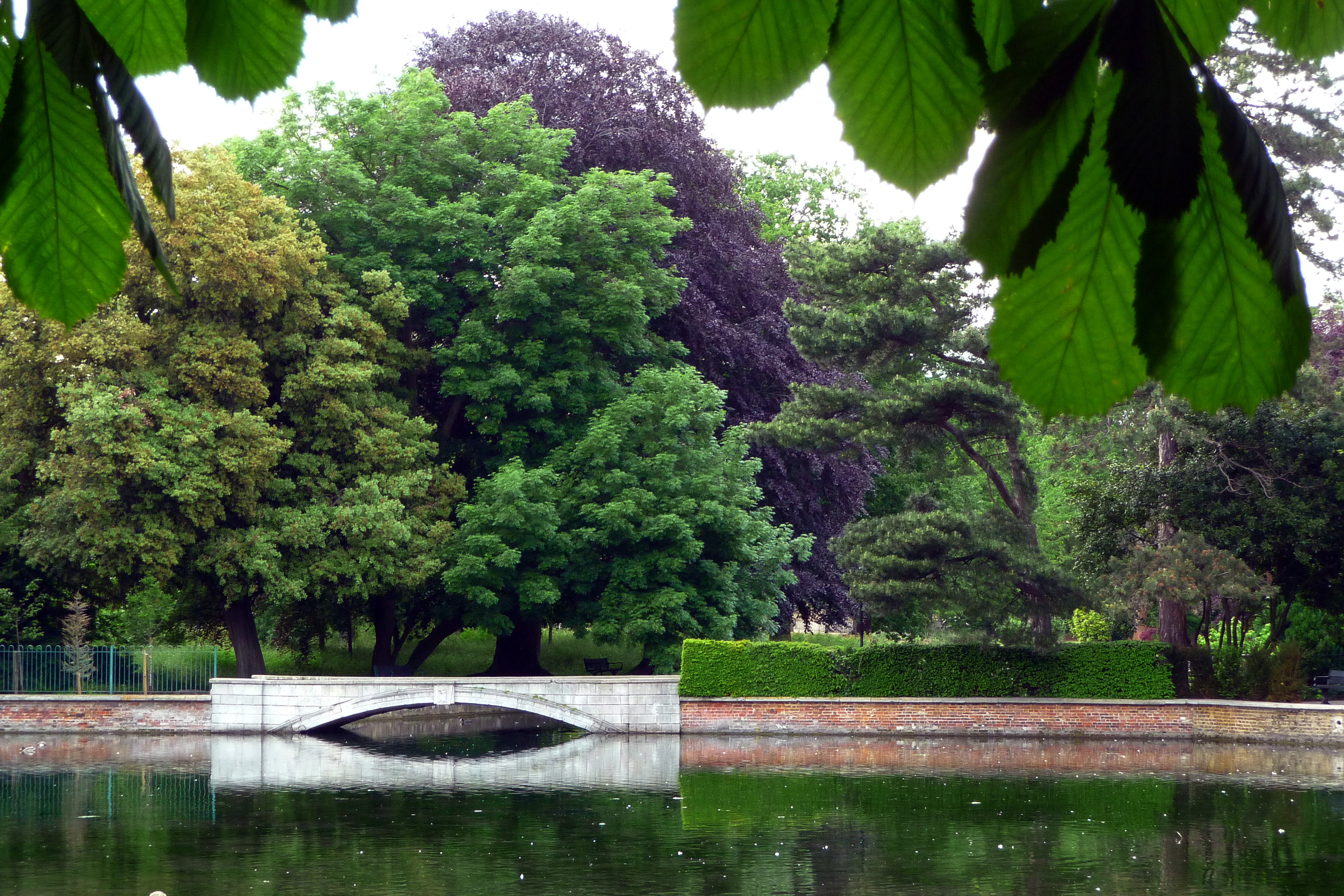
A Ponte Leoni

### Ponte Leoni
No encontro do Grove Park com o Lower Pond, há uma ponte de pedra branca de Portland. Às vezes, ela é chamada de Ponte Leoni, pois se supõe que o arquiteto veneziano Giacomo Leoni a tenha projetado. Leoni havia sido contratado para projetar uma nova mansão para o Carshalton Park no início do século XVIII, mas a mansão em si nunca foi construída.

### A Grove House

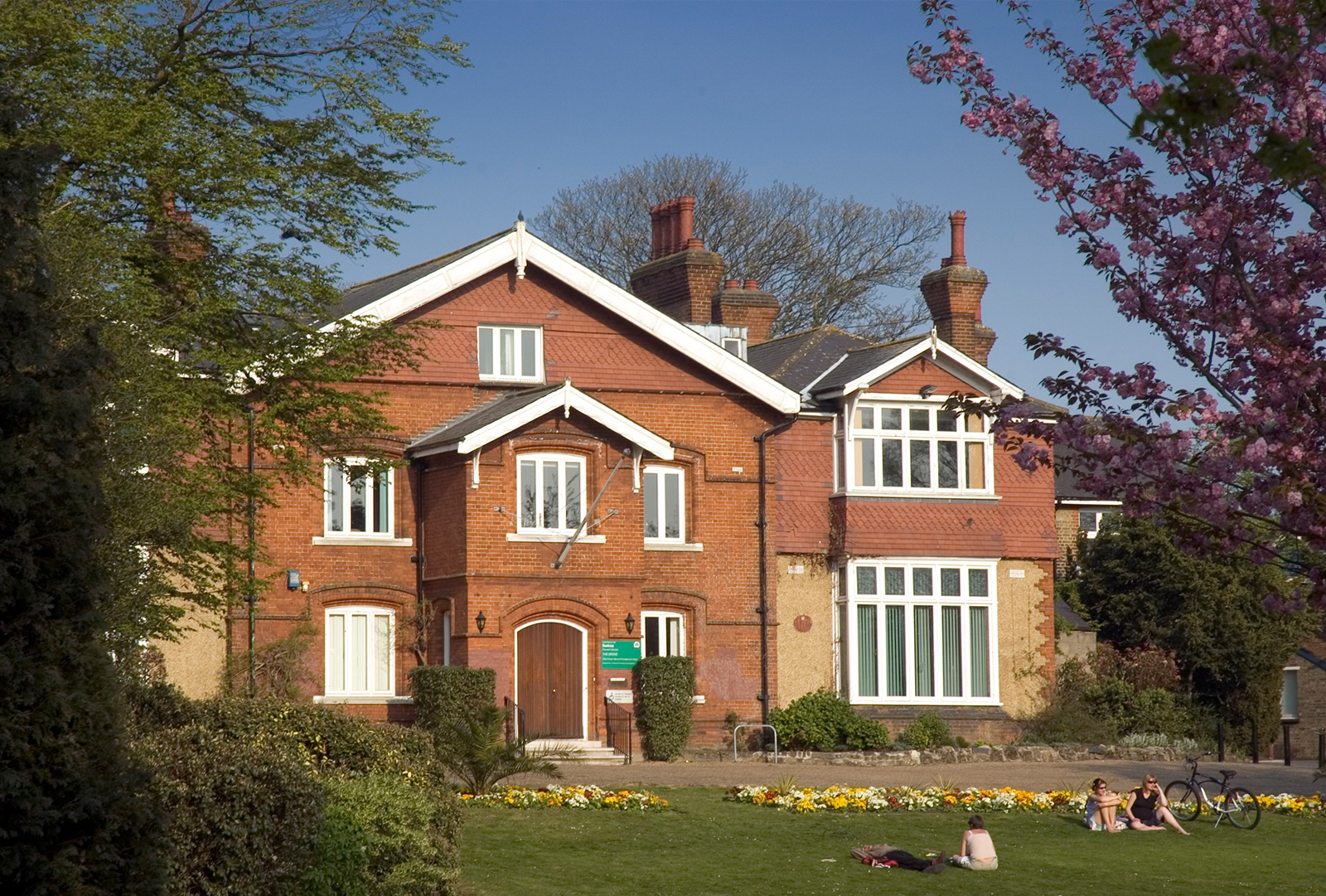
A Casa do Bosque

A história inicial da casa é obscura, mas é mostrada em um mapa de 1847 e, portanto, precede esta data. O prédio agora abriga departamentos localizados no distrito de Sutton.

### Upper Mill

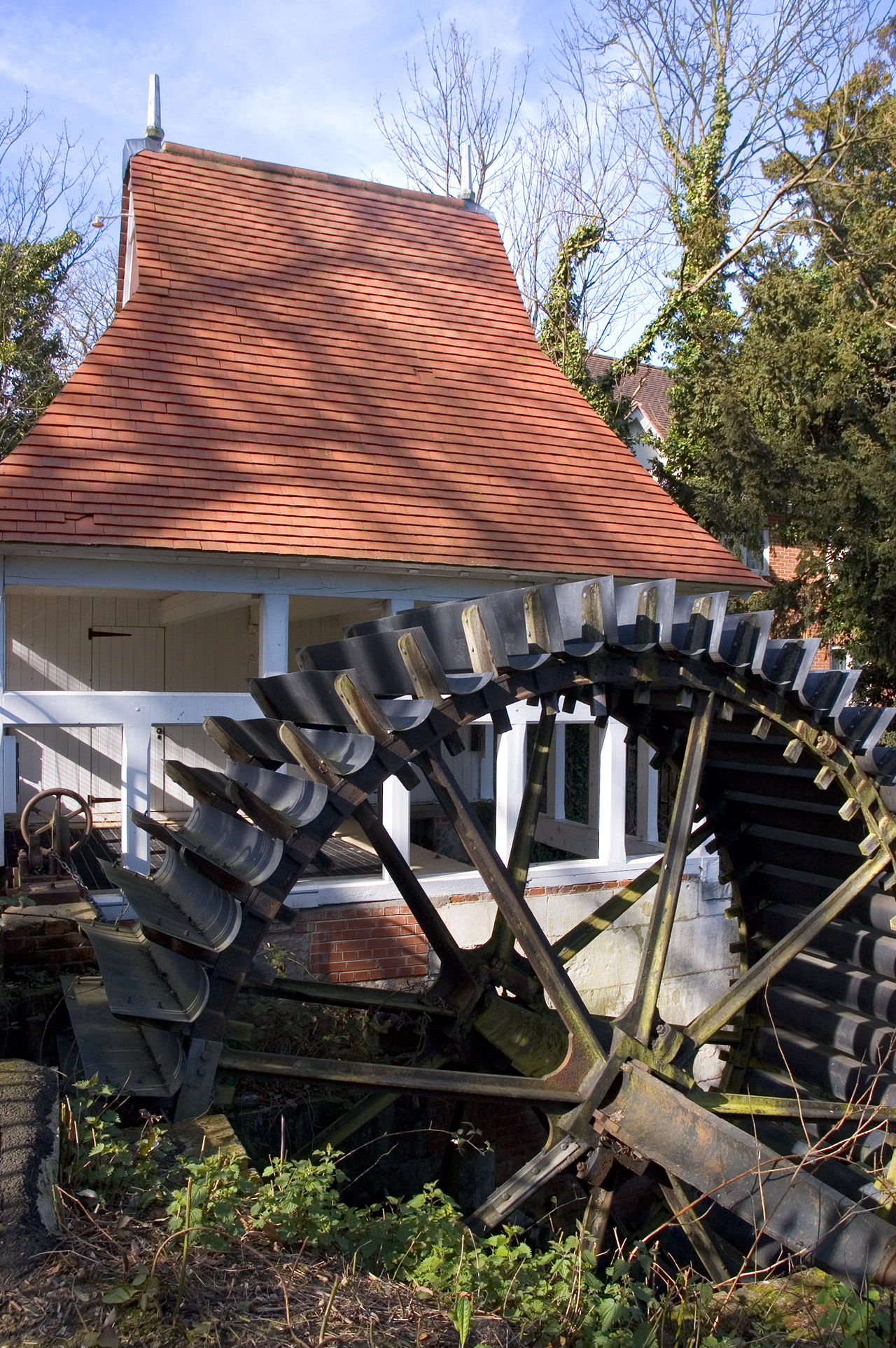
O Upper Mill

É provável que um moinho de água tenha existido aqui desde os tempos anglo-saxões, apesar de grande parte da estrutura atual ser resultado de uma restauração recente (2004) realizada após um incêndio.

### A Cascata

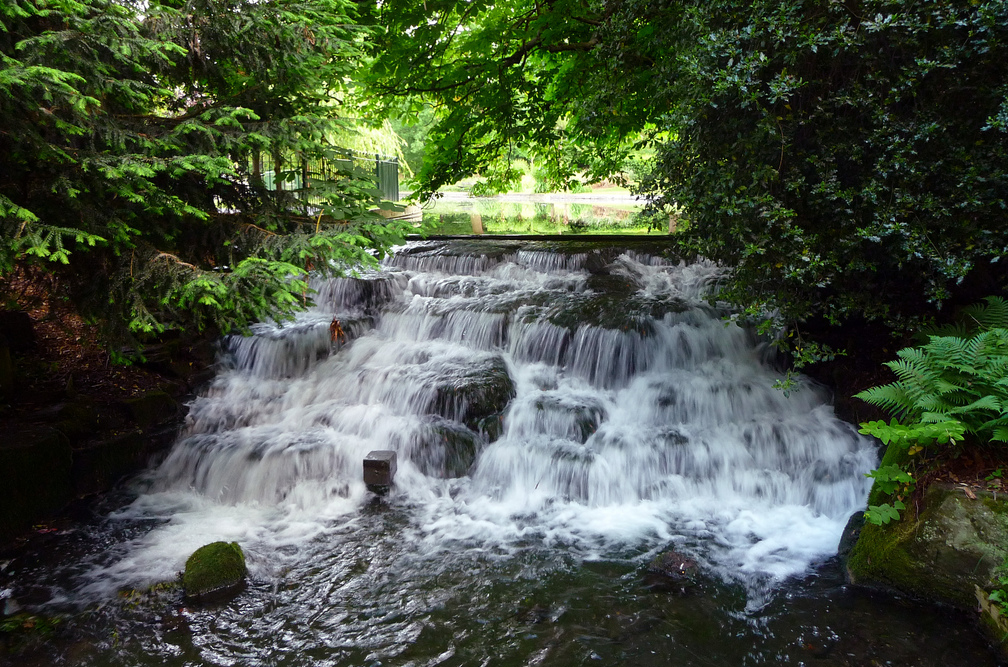

A cascata fica perto da passarela em direção ao canto Stone Court do parque. A queda de 1,5 m agora tem um design ornamental e foi reconstruída na década de 1960. A intenção inicial era estabelecer uma fonte de água para suprir Upper Mill, uma localidade próxima.

## Recreação
A leste da Grove House, há áreas de recreação que se estendem até o Westcroft Leisure Centre. Há um playground infantil fechado, minigolfe, cafeteria, quadra, boliche e outras instalações de lazer.

## Transporte
O parque fica a uma curta caminhada da estação ferroviária de Carshalton, virando à esquerda na saída. O parque também faz parte da rota dos ônibus 127 e 157 da Transport for London, desembarcando no ponto Carshalton Ponds.